# John Phillip
Pour les articles homonymes, voir Phillip.
 (juin 2023).
Si vous disposez d'ouvrages ou d'articles de référence ou si vous connaissez des sites web de qualité traitant du thème abordé ici, merci de compléter l'article en donnant les références utiles à sa vérifiabilité et en les liant à la section « Notes et références ».
John Phillip (19 avril 1817 - 1867) est un peintre écossais de l'ère victorienne surtout connu pour ses représentations de la vie espagnole. Il commence à peindre ces études après un voyage en Espagne en 1851. Il est surnommé John 'Spanish' Phillip.

## Biographie

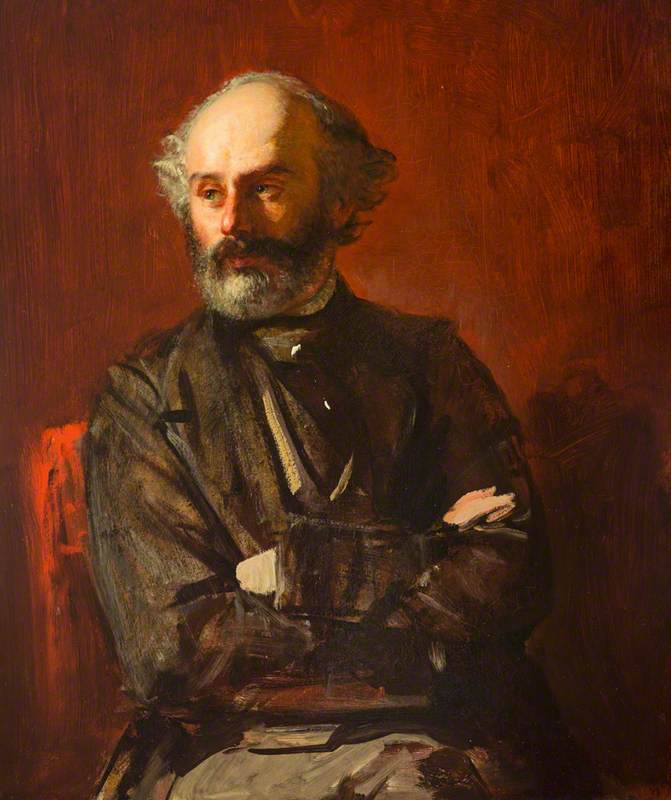
autoportrait

Issu d'une famille pauvre d'Aberdeen en Écosse, le talent artistique de Phillip est reconnu dès son plus jeune âge. Lord Panmure finance les études Phillip comme élève de Thomas Musgrave Joy à Londres en 1836 puis à la Royal Academy of Arts.
Pendant son séjour à l'académie, Phillip devient membre de The Clique, un groupe d'artistes organisé par Richard Dadd. La Clique admire William Hogarth et David Wilkie. La propre carrière de Phillip suit de très près celle de son compatriote écossais Wilkie, en commençant par des peintures soigneusement détaillées illustrant la vie des crofters écossais. Il passe à des scènes beaucoup plus largement peintes de la vie espagnole influencées par Bartolomé Esteban Murillo et Diego Vélasquez.
Les premières œuvres de Phillip ont tendance à représenter de pieuses familles écossaises. En 1851, il visite l'Espagne après qu'on lui ait conseillé de se rendre dans le sud de l'Europe pour sa santé. Par la suite, il se concentre sur des sujets espagnols. Le premier d'entre eux, The Letter Writer, Seville, affiche l'influence préraphaélite, un mouvement auquel il s'est précédemment opposé, avec la plupart des autres membres de La Clique, malgré son amitié avec Millais, l'un de ses dirigeants. Il est tellement influencé par ses voyages qu'il conseille à d'autres artistes de faire de même. Certains artistes, comme Edwin Long, suivent ce conseil.
À la fin des années 1850 et 1860, le style de Phillip devient beaucoup plus large et plus pictural, dans la lignée des travaux tardifs de Millais. Les deux peintures les plus importantes de Phillip au cours de ces années sont The Early Career of Murillo (1864) et La Gloria (1865, Galerie nationale d'Écosse). Le premier représente le jeune Murillo puisant son art dans la rue espagnole ; le second dépeint une veillée espagnole pour un enfant mort. Phillip est chargé de peindre le mariage en 1858 de Victoria, princesse royale, avec le prince Frédéric-Guillaume de Prusse, futur empereur allemand Frédéric III.
Phillip épouse la sœur de Richard Dadd. Comme son frère, elle devient folle.
L'autoportrait de Phillip, The Evil Eye, commandé par son ami proche Patrick Allan Fraser, se trouve à Hospitalfield House à Arbroath, avec des portraits d'autres membres de The Clique.
En 1867, Phillip est mort d'un accident vasculaire cérébral alors qu'il rendait visite à William Powell Frith à Kensington et est enterré au cimetière de Kensal Green, derrière le grand monument à William Mulready sur l'avenue centrale.

## Galerie

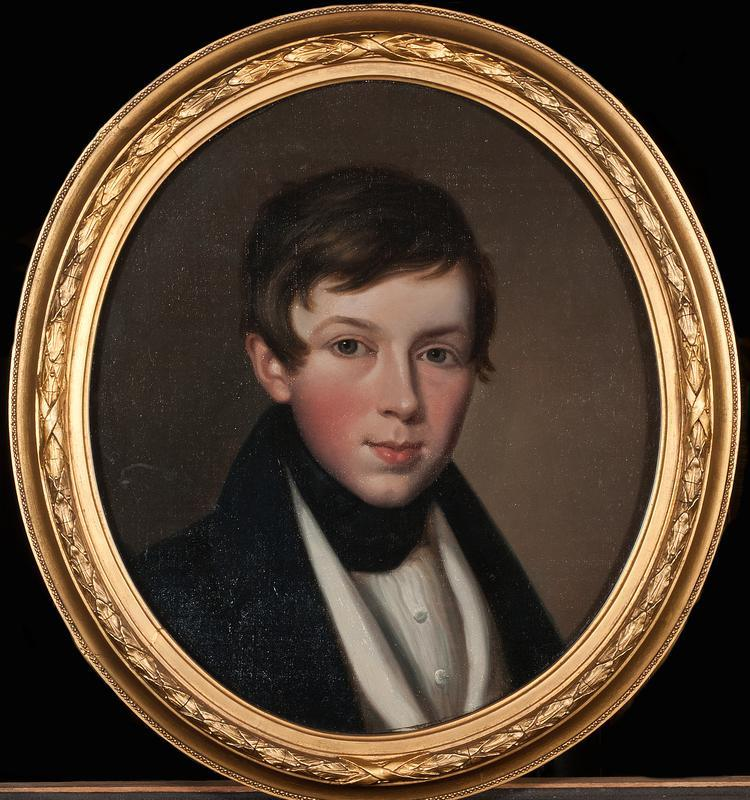
John Phillip, autoportrait jeune
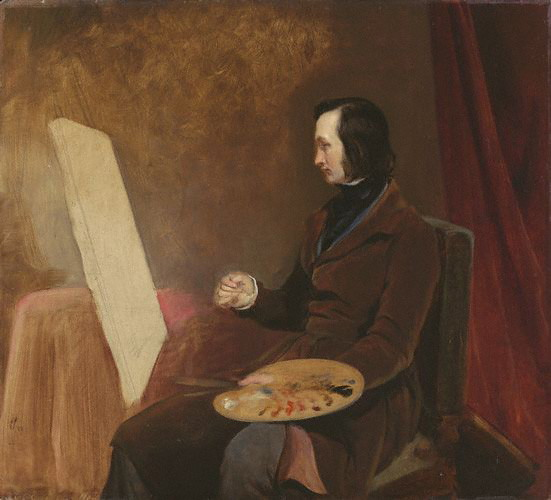
autoportrait de John Phillip
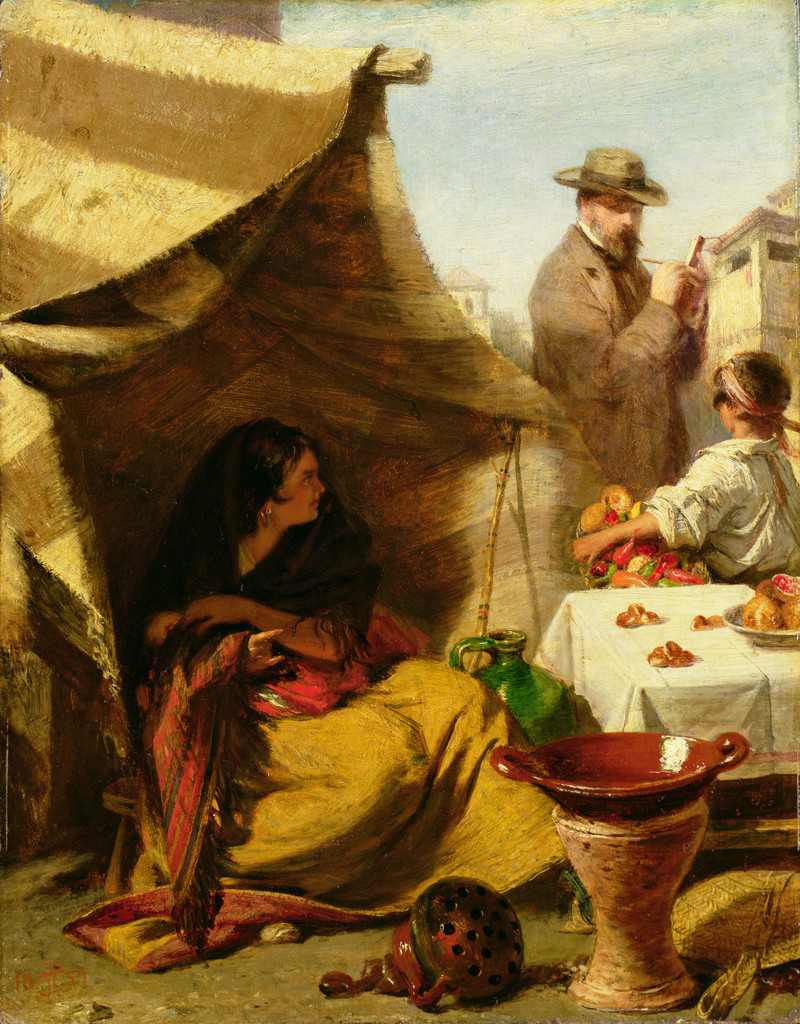
John Phillip The Evil eye (1859), Hospitalfield House